# Glenea rubricollis
Glenea rubricollis är en skalbaggsart som först beskrevs av Hope 1842.  Glenea rubricollis ingår i släktet Glenea och familjen långhorningar.
Artens utbredningsområde är Bangladesh. Inga underarter finns listade i Catalogue of Life.